# Ixhuatlancillo
Ixhuatlancillo è una municipalità dello stato di Veracruz, nel Messico centrale, il cui capoluogo è la località omonima.
Conta 21.150 abitanti (2010) e ha una estensione di 52.56 km². 	
La città deve il suo nome a